# 魚樂無限
魚樂無限（英語：Fish Fun Unlimited）是一個在香港有線寬頻開電視HOY TV凌晨播放的電視節目，為香港第四個慢電視節目。其內容為錄影香港海洋公園海洋奇觀裏的魚類在水族箱中游泳，類似亞洲電視所播放的魚樂無窮。
截至現時為止每天均只播放同一片段，並沒有更新。

## 香港同類的相關節目
- 魚樂無窮（Telefishion）：是一個在香港亞洲電視本港台和國際台深夜播放的電視節目，為香港第一個慢電視節目。其內容為直播熱帶魚在魚缸中游泳。現已停播。
- 祝君晚安（Fireplace）：明珠台制作的慢電視節目，內容主要为拍摄一戶人家客廳中的“烤壁炉”實況，於2020年4月13日啟播。
- Driving in Hong Kong：ViuTV制作的慢電視節目，内容主要为拍摄香港道路行车实况，現已停播
- 漫.電視：港台電視制作的慢電視節目，内容主要为普通日常事件片段，如粵劇演員化妝和貨櫃碼頭之日常等

## 停播紀錄
| 日期          | 集數   | 備註                                                             |
| ------------- | ------ | ---------------------------------------------------------------- |
| 2024年8月29日 | 第4集  | 因應播放2024年夏季殘疾人奧林匹克運動會開幕典禮，本節目停播一天。 |
| 2024年9月9日  | 第15集 | 因應播放2024年夏季殘疾人奧林匹克運動會閉幕禮，本節目停播一天。   |